# Nevesta (Janez Jalen)
Nevesta je kratek dramski prizor Janeza Jalna iz leta 1936.

## Nastanek
Objavil jo je na Koblarjevo prošnjo, ki je bil takrat urednik leposlovnega dela v Domu in svetu. V njem je samo nakazal, kakšne posledice so pustili usodni dogodki na mladem rodu, ki je sodeloval v prvi svetovni vojni in v bojih za Koroško.

## Uprizoritev
Uprizorili so jo na Radiu Ljubljana. Do radijske izvedbe je prišlo predvsem po prizadevanjih profesorja Koblarja, ki je za slovenski radio režijsko pripravil vrsto domačih dramskih besedil, izvedbe pa so bile zaradi tehničnih okoliščin vedno predvajane v živo.